# SimCity (1989)
SimCity (soms ook SimCity Classic genoemd) is een stedenbouwsimulatie- en strategiespel, voor het eerst uitgegeven op 3 oktober 1989 door het Amerikaanse bedrijf Maxis. SimCity werd bedacht door Will Wright, die zijn inspiratie voor het spel verkreeg uit een eerder spel van hemzelf: Raid on Bungeling Bay. Wright ontwikkelde voor Raid on Bungeling Bay kaarten die gebruikt werden om de virtuele wereld in het spel te creëren. Dit bracht hem op het idee om SimCity te maken.

## Ontwikkeling
De eerste versie van het spel werd ontwikkeld voor de Commodore 64 in 1985, vier jaar voordat het voor het eerst werd uitgegeven. Het droeg toen de naam Micropolis. Omdat de speler in het spel niet kon winnen noch verliezen, hadden uitgevers geen interesse in het spel. Brøderbund Software sloeg om die reden ook het aanbod van Wright af. Samen met Jeff Braun richtte Wright daarom het computerspelbedrijf Maxis op. Omdat Wright een werknemer bij Brøderbund was in de periode dat hij SimCity liet zien aan het bedrijf, moesten ze de auteursrechten in 1988 overnemen van Brøderbund. In 1989 werd SimCity uitgegeven voor de Amiga, Apple Macintosh, IBM Personal Computer en Commodore 64.

## Gameplay
Het doel in SimCity is een stad bouwen en ontwerpen zonder specifieke doelen. Uitzonderingen hierop zijn de meegeleverde scenario's. De speler kan gebieden aanwijzen waar huizen, winkels of industriële bedrijven moeten ontstaan. Ook kan de speler belastingen innen, een stroomnetwerk maken en infrastructuur aanleggen om zo de stad uit te breiden. De inwoners van de stad kunnen dan kiezen of ze een huis willen bouwen of uitbreiden, een winkel willen beginnen, een industrieel bedrijf willen oprichten of een ziekenhuis, kerk of ander object willen bouwen. Zij maken deze keuzes door invloeden zoals vervoer, genoeg stroom, misdaadniveau en invloeden van nabije gebouwen. Huizen die dicht gelegen zijn bij een elektriciteitscentrale zullen niet snel inwoners trekken.
De speler krijgt ook te maken met rampen zoals een vloedgolf, tornado's, branden, aardbevingen, meltdowns en monsters die de stad aanvallen. Monsters en tornado's kunnen ook treinen laten verongelukken.
In de SNES-versie zijn ook beloningen zoals een huis voor de burgemeester en een casino te verdienen.

### Scenario's
Het spel bevatte oorspronkelijk alleen tijd-gerelateerde scenario's die de speler kon winnen of verliezen, dit hangt af van de prestaties van de speler. De scenario's waren een idee van Brøderbund om van SimCity meer een spel dan alleen een simulatie te maken. De steden waren allemaal gebaseerd op steden in de echte wereld. De meeste scenario's spelen zich af in een fictieve tijdperiode en hebben te maken met een fictieve ramp, maar er zijn ook scenario's die gebaseerd zijn op historische gebeurtenissen.
Een overzicht van de originele scenario's:
- Bern, 1965 – De Zwitserse stad staat vol met files, de taak van de burgemeester om deze op te lossen door middel van openbaar vervoer.
- Boston, 2010 – De kerncentrale van de stad krijgt te maken met een meltdown. De burgemeester moet de getroffen gebieden herbouwen. In sommige vroegere edities van SimCity (die geen kerncentrales bevatten) en een versie die uitgebracht is na de Kernramp van Fukushima, krijgt de stad te maken met een tornado in plaats van een meltdown.
- Detroit, 1972 – Misdaad en een economische crisis hebben de stad in een zodanige staat gebracht dat er tijd is voor verandering. De burgemeester moet de misdaad verminderen en de economie verbeteren. Dit scenario verwijst naar Detroit aan het eind van de 20ste eeuw en de economische crisis in die tijd.
- Rio de Janeiro, 2047 – Vloedgolven als gevolg van de opwarming van de Aarde treffen de stad. De burgemeester moet deze aanpakken en sommige gebieden herinrichten. In vroegere versies van het spel had de stad te maken met misdaad, omdat de vloedgolven nog niet aanwezig waren.
- San Francisco, 1906 – Een aardbeving schudt de stad wakker. De burgemeester moet de schade bekijken, branden blussen en herbouwen. Dit scenario verwijst naar een echte gebeurtenis.
- Tokio, 1961 – De stad wordt aangevallen door een Godzilla-achtig monster (Bowser in de SNES-editie). De burgemeester moet de getroffen gebieden helpen.

De versie voor Amiga, Atari ST, IBM Personal Computer, Tandy, DOS-compatibele computers en de heruitgave van de cd-versie bevatten twee extra scenario's:
- Hamburg, 1944 – Door luchtaanvallen is de stad ernstig beschadigd, de burgemeester moet de stad heropbouwen. Dit scenario verwijst naar het bombardement op Hamburg.
- Dullsville, 1910 – Een stad is op slechte weg. De burgemeester moet het roer binnen 30 jaar omdraaien.

De SNES-versie bevat naast bovenstaande scenario's ook twee redelijk moeilijke scenario's die de speler kan spelen nadat hij de bovenstaande scenario's heeft voltooid:
- Las Vegas, 2096 – Aliens vallen de stad aan en stelen belangrijke grondstoffen.
- Freeland, 1991 – Een lege kaart met alleen land moet de basis vormen voor een stad met 500.000 inwoners. De speler heeft hiervoor onbeperkt de tijd. In het midden van de kaart is het gezicht van Mario te zien.

## Versies
SimCity werd oorspronkelijk uitgegeven voor homecomputers zoals Amiga, Atari ST en de DOS-gebaseerde IBM Personal Computer. Na enige tijd kwamen ook versies voor andere platforms en spelcomputers uit, enkele voorbeelden zijn Apple Macintosh, Acorn Archimedes en Electron, Amstrad CPC, Sinclair ZX Spectrum, BBC Micro, Commodore 64, een Java-versie voor de mobiele telefoon, Palm OS, Symbian, Windows, OLPC XO en Unix (NeWS). Van sommige versies is later een heruitgave uitgebracht met uitbreidingen en scenario's. Voor de Windows-versie is bijvoorbeeld een kaartenbouwer inbegrepen.
Het spel is ook in een multiplayer-versie beschikbaar op Unix in combinatie met X11 (TCL en Tk-toolkit), Linux en OS/2. Een SimCity voor Nintendo Entertainment System (NES) was ontwikkeld in 1991 maar nooit uitgebracht.

### SNES-versie
In 1991 werd SimCity voor het Super Nintendo Entertainment System uitgebracht. In deze versie werd voor het eerst gebruikgemaakt van veranderingen in de grafische omgeving door invloeden van seizoenen. Tevens werd er een groenharige stadsadviseur genaamd Dr. Wright aan toegevoegd, die de speler met tips en speciale items door het spel probeert te loodsen. Een van de rampen welke een stad kon ondergaan, was een aanval van Bowser, een bekend Nintendo-personage. Een Mario-standbeeld werd gewonnen wanneer men een stad van meer dan 500.000 inwoners bereikte.

### Micropolis
De broncode van het spel werd in januari 2008 vrijgeven onder een GPL 3-licentie. Hieruit ontstond onder andere het spel Micropolis.

## Systeemeisen

### Windows 3.x
De minimale systeemeisen hieronder hebben betrekking tot Windows 3.x.

### DOS
De minimale systeemeisen hieronder hebben betrekking tot DOS.

## Platforms
| Jaar | Platform                                                                  |
| ---- | ------------------------------------------------------------------------- |
| 1989 | Amiga, Amstrad CPC, Commodore 64, DOS, Macintosh                          |
| 1990 | Atari ST, BBC Micro, Electron, FM Towns, PC-98, Sharp X68000, ZX Spectrum |
| 1991 | CDTV, SNES                                                                |
| 1992 | Windows 3.x                                                               |
| 1993 | Acorn 32-bit                                                              |
| 1994 | OS/2                                                                      |
| 1995 | Windows                                                                   |
| 1999 | Palm OS                                                                   |
| 2006 | Virtual Console (Wii)                                                     |

## Ontvangst
Het spel werd overwegend positief ontvangen:
| Beoordeeld door                      | Platform     | Datum            | Score |
| ------------------------------------ | ------------ | ---------------- | ----- |
| Your Sinclair                        | ZX Spectrum  | augustus 1990    | 93%   |
| The Games Machine (GB)               | Atari ST     | augustus 1990    | 90%   |
| All Game Guide                       | Macintosh    | 1998             | 90%   |
| Joker Verlag präsentiert: Sonderheft | Amiga        | 1990             | 85%   |
| All Game Guide                       | Commodore 64 | 1998             | 80%   |
| Just Games Retro                     | Windows 3.x  | 15 februari 2014 | 80%   |
| Datormagazin                         | Commodore 64 | januari 1990     | 70%   |
| The DOS Spirit                       | DOS          | 9 oktober 2006   | 67%   |
| Eurogamer.de                         | Wii          | 31 januari 2007  | 60%   |
| Power Play                           | Commodore 64 | augustus 1989    | 39%   |